# Liste der Abgeordneten zum Landtag von Niederösterreich (XX. Gesetzgebungsperiode)
- ÖVP: 23
- FPÖ: 14
- SPÖ: 12
- GRÜNE: 4
- NEOS: 3

Diese Liste der Abgeordneten zum Landtag von Niederösterreich (XX. Gesetzgebungsperiode) listet die Abgeordneten zum Landtag von Niederösterreich in der XX. Legislaturperiode (ab 2023) auf.

## Geschichte
Nach der Landtagswahl am 29. Jänner 2023 entfielen von den 56 Mandaten 23 auf die Österreichische Volkspartei (ÖVP), die damit sechs Mandate und die absolute Mandatsmehrheit verlor. Die Sozialdemokratische Partei Österreichs konnte zwölf Mandate auf sich vereinigen, wobei sie gegenüber der Landtagswahl 2018 ein Mandat verlor.
Die Freiheitliche Partei Österreichs (FPÖ) gewann sechs Mandate hinzu und erhielten 14 Sitze. Die Grünen – Die Grüne Alternative (GRÜNE) gewannen ein Mandat hinzu und erhielten damit auch den Klubstatus und damit die Klubförderung von 400.000 Euro pro Jahr wieder, die sie bei der Wahl 2018 verloren hatten. NEOS – Das Neue Österreich und Liberales Forum (NEOS) blieben mit drei Abgeordneten unverändert.
Unter den 23 Mitgliedern des ÖVP-Landtagsklubs befanden sich zu Beginn der Legislaturperiode zwei Frauen, zuvor waren es bei 29 Abgeordneten vier. Insgesamt waren zu Beginn der Legislaturperiode von den 56 Abgeordneten 13 weiblich (23,2 Prozent). In der vorhergehenden Gesetzgebungsperiode waren es 16 Mandatarinnen (29 Prozent)..
Die konstituierende Sitzung des Niederösterreichischen Landtags fand am 23. März 2023 statt. Nach der Angelobung der Abgeordneten wurde das Landtagspräsidium, die Landeshauptfrau, die beiden Landeshauptfraustellvertreter, die Landesrätinnen und Landesräte der Landesregierung Mikl-Leitner III und die Mitglieder und Ersatzmitglieder des Bundesrates gewählt, sowie weitere Abgeordnete durch die Nachbesetzung frei gewordener Mandate durch den Wechsel in die Landesregierung angelobt.
Für die drei FPÖ-Regierungsmitglieder Udo Landbauer, Christoph Luisser und Susanne Rosenkranz rückten Anja Scherzer (Gmünd), Philipp Gerstenmayer (Wiener Neustadt) und Michael Sommer (Hollabrunn) nachrücken.

## Funktionen

### Landtagspräsidenten
- Karl Wilfing (ÖVP) blieb Landtagspräsident.[6]
- Die FPÖ nominierte den bisherigen Landesrat Gottfried Waldhäusl als Nachfolger von Karl Moser (ÖVP) als Zweiten Landtagspräsidenten.[7]
- Die SPÖ nominierte Eva Prischl als Dritte Landtagspräsidentin, die in dieser Funktion Karin Renner nachfolgte.[8] Am 27. März 2025 wurde Elvira Schmidt als Nachfolgerin von Prischl mit 52 von 56 Stimmen als Dritte Landtagspräsidentin gewählt. Prischl wechselte als Nachfolgerin von Ulrike Königsberger-Ludwig als Gesundheitslandesrätin in die Landesregierung Mikl-Leitner III.[9][10]

### Klubobleute
- Bei der Volkspartei Niederösterreich wurde der bisherige Landesrat Jochen Danninger als Nachfolger von Klaus Schneeberger zum Klubobmann gewählt, nachdem die ÖVP zwei Regierungssitze verlor.[6][7] Als Nachfolger von Klubobmann-Stellvertreter Martin Schuster, der im September 2023 auf eigenen Wunsch aus dem Landtag ausschied, wurde im Juni 2023 Anton Erber designiert.[11] Im Mai 2025 wurde Kurt Hackl als Nachfolger von Jochen Danninger zum ÖVP-Klubobmann gewählt.[12]
- Als SPÖ-Klubobmann folgte Hannes Weninger Reinhard Hundsmüller nach, stellvertretender Klubobmann blieb Christian Samwald.[8][13][14]
- Als FPÖ-Klubobmann folgte Reinhard Teufel auf Udo Landbauer.[7]

### Bundesräte
Von den insgesamt 12 vom Niederösterreichischen Landtag entsandten Mitgliedern des Bundesrates entfielen fünf auf die ÖVP (minus zwei) und jeweils drei auf die SPÖ (unverändert) und die FPÖ (plus eins). Die Grünen konnten einen Sitz neu gewinnen.
Die Koalition aus ÖVP und Grünen verlor ihre bisherige Mehrheit im Bundesrat, die Opposition stellte mit 31 der 61 Mandate die Mehrheit in der Länderkammer und konnte damit im Nationalrat beschlossene Gesetze verzögern. Die Oppositionsmehrheit gilt im Plenum, nicht aber in den Ausschüssen, wo nur Bundesräte vertreten sind, die einer Fraktion angehören. NEOS stellen mit einem Bundesrat keine eigene Fraktion. In den Ausschüssen, die besonders für EU-Materien relevant sind, herrscht daher mit 30 zu 30 Bundesräten Gleichstand.
Die bisherigen ÖVP-Landtagsabgeordneten Marlene Zeidler-Beck und Margit Göll wechselten in den Bundesrat, neu für die niederösterreichische ÖVP wurden Viktoria Hutter und Sandra Böhmwalder entsendet, ein weiteres Mandat wurde durch den Niederösterreichischen Arbeitnehmerinnen- und Arbeitnehmer-Bund (NÖAAB) an Matthias Zauner vergeben. Florian Krumböck und Otto Auer wechselten vom Bundesrat in den Landtag. Aus dem Bundesrat schieden Doris Berger-Grabner, Martin Preineder, Karl Bader, Eduard Köck und Sonja Zwazl aus.
Für die SPÖ zog Andreas Babler neu in den Bundesrat. Dieser erzielte mit einem Vorzugstimmenwahlkampf vom letzten Platz der Landesliste 21.247 Stimmen. Dies waren die zweitmeisten seiner Partei und die viertmeisten insgesamt. Neben Babler sollte ursprünglich Jürgen Maschl neu in den Bundesrat einziehen, entsendet wurde allerdings Christian Fischer. Doris Hahn blieb im Bundesrat. Andrea Kahofer und Eva Prischl schieden aus dem Bundesrat aus.
Bei der FPÖ zog Klemens Kofler neu in den Bundesrat ein. Die bisherigen Bundesräte Andreas Spanring und Michael Bernard blieben im Bundesrat. Die Grünen entsandten Simone Jagl in den Bundesrat.
Im März 2025 wechselte Eva Prischl als Gesundheitslandesrätin in die Landesregierung Mikl-Leitner III. Ihr Landtagsmandat ging an Doris Hahn, für die Amelie Muthsam im Bundesrat nachrückte.
Nach dem Wechsel von Jochen Danninger 2025 in die Wirtschaftskammer übernahm Matthias Zauner dessen Landtagsmandat, für Zauner rückte Sebastian Stark im Bundesrat nach.

### Landtagsabgeordnete
Die Tabelle enthält im Einzelnen folgende Informationen:
| Name:      | Nach- und Vorname des Landtagsabgeordneten                                                                                        |
| Fraktion:  | Klubzugehörigkeit des Abgeordneten (offizielles Parteikürzel)                                                                     |
| Wahlkreis: | Heimatwahlkreis des Politikers |
| Anmerkung: | Hinweise, falls Abgeordneter während der Gesetzgebungsperiode ausschied oder neu angelobt wurde sowie allfällige Fraktionswechsel |

| Name                      | Bild | Fraktion | Fraktion | Wahlkreis                | Anmerkung |
| ------------------------- | ---- | -------- | -------- | ------------------------ | --- |
| Antauer Martin            |      |          | FPÖ      | St. Pölten               | bis 3. Juli 2025, Wechsel in die Landesregierung Mikl-Leitner III, Nachrücker Christian Brenner                                                                        |
| Auer Otto                 |      |          | ÖVP      | Bruck an der Leitha      | Wechsel vom Bundesrat in den Landtag |
| Bierbach Michael          |      |          | SPÖ      |                          | ab 24. Oktober 2024, Nachrücker für Wolfgang Kocevar |
| Bors Andreas              |      |          | FPÖ      | Tulln                    | [ 21 ] |
| Brenner Christian         |      |          | FPÖ      |                          | Nachrücker für Martin Antauer |
| Collini Indra             |      |          | NEOS     | Mödling                  | [ 28 ] [ 29 ] |
| Dammerer Silke            |      |          | ÖVP      | Melk                     | [ 17 ] |
| Danninger Jochen          |      |          | ÖVP      | Landesliste              | Klubobmann bis 2025, Nachrücker Matthias Zauner |
| Dinhobl Franz             |      |          | ÖVP      | Wiener Neustadt          | [ 17 ] |
| Dorner Dieter             |      |          | FPÖ      | Gänserndorf              | [ 21 ] |
| Ebner Bernhard            |      |          | ÖVP      | Amstetten / Landesliste  | bis 2025, Nachrücker Lukas Michlmayr |
| Ecker Georg               |      |          | GRÜNE    | Hollabrunn               | [ 32 ] [ 33 ] |
| Edlinger Josef            |      |          | ÖVP      | Krems                    | [ 17 ] |
| Erber Anton               |      |          | ÖVP      | Scheibbs / Landesliste   | [ 17 ] |
| Fiedler Helmut            |      |          | FPÖ      |                          | seit 3. Juli 2025, Nachrücker für Michael Sommer |
| Gepp Christian            |      |          | ÖVP      | Korneuburg               | [ 17 ] |
| Gerstenmayer Philipp      |      |          | FPÖ      | Wiener Neustadt          | Nachrücker für ein FPÖ-Regierungsmitglied |
| Gerstner Peter            |      |          | FPÖ      | Baden                    | [ 21 ] |
| Hackl Kurt                |      |          | ÖVP      | Mistelbach / Landesliste | [ 17 ] |
| Hahn Doris                |      |          | SPÖ      |                          | seit 27. März 2025, Wechsel vom Bundesrat in den Landtag, Nachrückerin für Eva Prischl                                                                                 |
| Handler Jürgen            |      |          | FPÖ      | Neunkirchen              | [ 21 ] |
| Hauer Hermann             |      |          | ÖVP      | Neunkirchen              | [ 17 ] |
| Heinreichsberger Bernhard |      |          | ÖVP      | Tulln                    | [ 17 ] |
| Hofer-Gruber Helmut       |      |          | NEOS     | Baden                    | geplante Ablöse durch Christoph Müller im Jahr 2025 |
| Hogl Richard              |      |          | ÖVP      | Hollabrunn               | [ 17 ] |
| Hörlezeder Dominic        |      |          | GRÜNE    | Amstetten                | [ 32 ] |
| Kainz Christoph           |      |          | ÖVP      | Baden                    | [ 17 ] |
| Kasser Anton              |      |          | ÖVP      | Amstetten                | [ 17 ] |
| Kaufmann Christoph        |      |          | ÖVP      | Tulln / Landesliste      | [ 17 ] |
| Keyl Hubert               |      |          | FPÖ      | Korneuburg               | [ 21 ] |
| Kollermann Edith          |      |          | NEOS     | Mödling                  | [ 28 ] [ 29 ] |
| Kocevar Wolfgang          |      |          | SPÖ      |                          | Wechsel in den Nationalrat mit 24. Oktober 2024 Nachrücker Michael Bierbach.                                                                                           |
| Krismer-Huber Helga       |      |          | GRÜNE    | Baden                    | [ 32 ] |
| Krumböck Florian          |      |          | ÖVP      | St. Pölten               | [ 17 ] |
| Landbauer Udo             |      |          | FPÖ      | Wiener Neustadt          | Klubobmann Mandatsverzicht nach Wechsel in die Landesregierung |
| Linsbauer Franz           |      |          | ÖVP      | Horn / Landesliste       | [ 17 ] |
| Lobner René               |      |          | ÖVP      | Gänserndorf              | [ 17 ] |
| Luisser Christoph         |      |          | FPÖ      | Mödling                  | Mandatsverzicht nach Wechsel in die Landesregierung |
| Mold Franz                |      |          | ÖVP      | Zwettl                   | [ 17 ] |
| Moser Silvia              |      |          | GRÜNE    | Zwettl                   | [ 32 ] |
| Mühlberghuber Edith       |      |          | FPÖ      | Amstetten                | Wechsel vom Nationalrat in den Landtag Nachrücker im Nationalrat Werner Herbert                                                                                        |
| Pfister René              |      |          | SPÖ      | St. Pölten               | [ 34 ] |
| Prischl Eva               |      |          | SPÖ      |                          | Dritte Landtagspräsidentin Wechsel vom Bundesrat in den Landtag im März 2023 Wechsel in die Landesregierung Mikl-Leitner III am 27. März 2025, Nachrückerin Doris Hahn |
| Punz Richard              |      |          | FPÖ      | Melk                     | [ 21 ] |
| Rosenkranz Susanne        |      |          | FPÖ      | Krems                    | Mandatsverzicht nach Wechsel in die Landesregierung |
| Samwald Christian         |      |          | SPÖ      | Neunkirchen              | Klubobmannstellvertreter |
| Scheele Karin             |      |          | SPÖ      | Baden                    | [ 34 ] |
| Scherzer Anja             |      |          | FPÖ      | Gmünd                    | Nachrückerin für ein FPÖ-Regierungsmitglied |
| Schindele Kathrin         |      |          | SPÖ      | St. Pölten               | [ 34 ] |
| Schmidl Doris             |      |          | ÖVP      | St. Pölten               | [ 17 ] |
| Schmidt Elvira            |      |          | SPÖ      | Baden                    | [ 34 ] |
| Schnabel Alexander        |      |          | FPÖ      | Amstetten                | [ 37 ] |
| Schnabl Franz             |      |          | SPÖ      |                          | Wechsel von der Landesregierung in den Landtag |
| Schulz Manfred            |      |          | ÖVP      | Mistelbach               | [ 17 ] |
| Schuster Martin           |      |          | ÖVP      | Mödling                  | bis September 2023 Nachrückerin Marlene Zeidler-Beck |
| Sommer Michael            |      |          | FPÖ      | Hollabrunn               | Nachrücker für ein FPÖ-Regierungsmitglied bis 2025 Nachrücker Helmut Fiedler                                                                                           |
| Suchan-Mayr Kerstin       |      |          | SPÖ      | Amstetten                | [ 34 ] |
| Spenger Rainer            |      |          | SPÖ      |                          | [ 34 ] |
| Teufel Reinhard           |      |          | FPÖ      | Scheibbs                 | [ 21 ] |
| Waldhäusl Gottfried       |      |          | FPÖ      |                          | [ 21 ] |
| Weninger Hannes           |      |          | SPÖ      |                          | Klubobmann |
| Wilfing Karl              |      |          | ÖVP      | Mistelbach / Landesliste | [ 17 ] |
| Zauner Matthias           |      |          | ÖVP      | Landesliste              | seit 12. Juni 2025, Nachrücker für Jochen Danninger |
| Zeidler-Beck Marlene      |      |          | ÖVP      | Mödling                  | seit 21. September 2023, Nachrückerin für Martin Schuster |
| Zonschits René            |      |          | SPÖ      |                          | [ 34 ] |